# Aalborg 89ers 2023
Questa voce raccoglie le informazioni riguardanti gli Aalborg 89ers nelle competizioni ufficiali della stagione 2023.

## Maschile

### Nationalligaen 2023

#### Stagione regolare
| Svenstrup J 29 aprile 2023, ore 14:00 1ª giornata | Aalborg 89ers | 34 – 12 referto | Triangle Razorbacks | Dall-Ferslev Idrætsforening |

| Gentofte 13 maggio 2023, ore 14:00 3ª giornata | Copenhagen Towers | 50 – 7 referto | Aalborg 89ers | Gentofte Sportspark |

| Svenstrup J 20 maggio 2023, ore 14:00 4ª giornata | Aalborg 89ers | 54 – 21 referto | Aarhus Tigers | Dall-Ferslev Idrætsforening |

| Svenstrup J 10 giugno 2023, ore 12:00 7ª giornata | Aalborg 89ers | 40 – 49 referto | Copenhagen Towers | Dall-Ferslev Idrætsforening |

| Nærum 17 giugno 2023, ore 12:00 8ª giornata | Søllerød Gold Diggers | 36 – 13 referto | Aalborg 89ers | Rundforbi Stadion |

| Viby J 12 agosto 2023, ore 12:00 9ª giornata | Aarhus Tigers | 25 – 49 referto | Aalborg 89ers | Bøgeskov Idrætsanlæg |

| Svenstrup J 26 agosto 2023, ore 12:00 11ª giornata | Aalborg 89ers | 54 – 40 referto | Søllerød Gold Diggers | Dall-Ferslev Idrætsforening |

| Vejle 2 settembre 2023, ore 14:00 12ª giornata | Triangle Razorbacks | 20 – 48 referto | Aalborg 89ers | Vejle Atletikstadion |

### Playoff
| Svenstrup J 23 settembre 2023, ore 14:00 Semifinale | Aalborg 89ers | 28 – 44 referto | Søllerød Gold Diggers | Dall-Ferslev Idrætsforening |

### Statistiche di squadra
| Competizione      | %Vittorie | In casa | In casa | In casa | In casa | In casa | In casa | In trasferta | In trasferta | In trasferta | In trasferta | In trasferta | In trasferta | Totale | Totale | Totale | Totale | Totale | Totale |
| Competizione      | %Vittorie | G       | V       | N       | P       | Pf      | Ps      | G            | V            | N            | P            | Pf           | Ps           | G      | V      | N      | P      | Pf     | Ps     |
| ----------------- | --------- | ------- | ------- | ------- | ------- | ------- | ------- | ------------ | ------------ | ------------ | ------------ | ------------ | ------------ | ------ | ------ | ------ | ------ | ------ | ------ |
| Stagione regolare | .625      | 4       | 3       | 0       | 1       | 182     | 122     | 4            | 2            | 0            | 2            | 117          | 131          | 8      | 5      | 0      | 3      | 299    | 253    |
| Playoff           | .000      | 1       | 0       | 0       | 1       | 28      | 44      | 0            | 0            | 0            | 0            | 0            | 0            | 1      | 0      | 0      | 1      | 28     | 44     |
| Totale            | .556      | 5       | 3       | 0       | 2       | 210     | 166     | 4            | 2            | 0            | 2            | 117          | 131          | 9      | 5      | 0      | 4      | 327    | 297    |